# فوتون موتور
شرکت فوتون موتور (فوتون یا فوتون موتور) یک شرکت چینی طراحی و تولید کامیون، اتوبوس، وسایل نقلیه ورزشی و ماشین‌آلات کشاورزی است. دفتر مرکزی آن در چانگپینگ، پکن و یک شرکت تابعه گروه خودروسازی پکن می‌باشد.
فوتون کامیون‌های تجاری را در سرمایه‌گذاری مشترک با دایملر آگ با نام شرکت فوتون دایملر اتومبیل پکن که محصولاتش را با نام تجاری Auman به فروش می‌رساند.
انواع مدل فوتون تونلند موجود در ایران : 

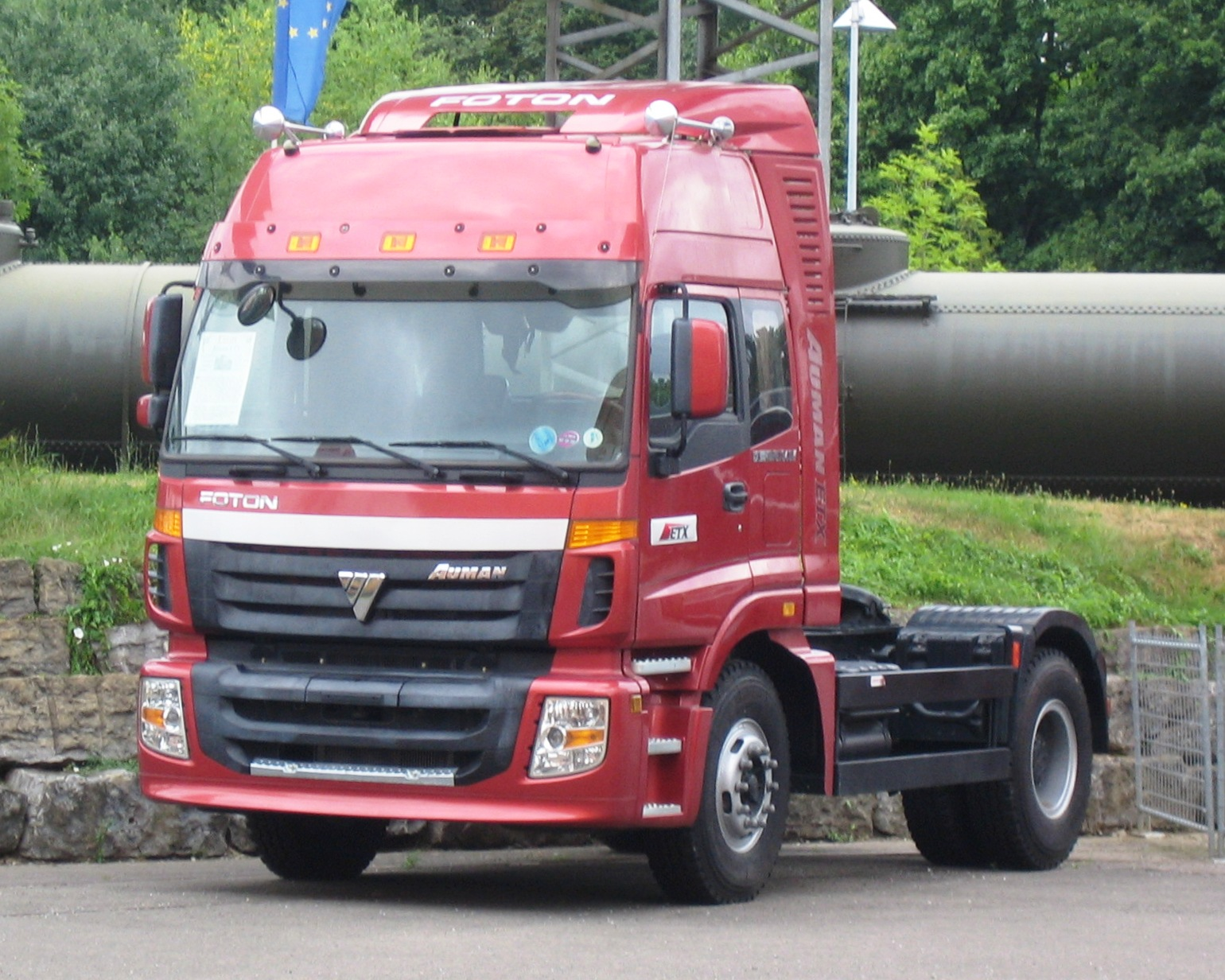
یک Foton Auman در نمایشگاه موزه فناوری اسپیر

فوتون تونلند جی 7
فوتون تونلند یورو 5 
فوتون تونلند یورو 6